# Васильєвський (Кугарчинський район)
Васи́льєвський (рос. Васильевский, башк. Васильев) — хутір у складі Кугарчинського району Башкортостану, Росія. Входить до складу Мраковської сільської ради.
Населення — 36 осіб (2010; 21 в 2002).
Національний склад:
- росіяни — 90%